# 이반 캄포
이반 캄포 라모스(스페인어: Iván Campo Ramos, 1974년 2월 21일, 바스크 지방 산 세바스티안 ~)는 스페인의 전 축구 선수이다. 본래 중앙 수비수인 그는 말년에 수비형 미드필더로 활약하였다.
그는 레알 마드리드 외 자국의 4개 구단에서 활약한 바가 있으며, 잉글랜드의 볼턴 원더러스 소속으로도 장기간 보냈다.
캄포는 스페인 국가대표팀일원으로 1998년 FIFA 월드컵에 참가하였다.

## 클럽 경력

### 스페인
캄포는 바스크 지방 산 세바스티안 사람으로, 세군다 디비시온 B의 알라베스 소속으로 프로 무대의 첫 발을 디뎠다. 그는 그 곳에서 2년 반을 보내다가 발렌시아로 이적하였고, 같은 해 바야돌리드로 그 시즌이 끝날 때까지 임대되었는데, 그가 임대생으로 입단한 바야돌리드는 간신히 라 리가 잔류에 성공하였다.
그 후, 캄포는 발렌시아로 복귀했지만 바로 방출되었고, 승격 새내기 마요르카에 자리를 잡았다. 발레아레스 제도 연고 구단에서, 그는 훗날 뉴캐슬 유나이티드에 합류하는 마르셀리노 엘레나와 든든한 수비진을 구축하여 소속 구단이 1997-98 시즌을 5위로 마칠 수 있게 도왔다.
1998년, 캄포는 레알 마드리드와 계약하고, 1999-2000 시즌에 UEFA 챔피언스리그 우승에 혁혁한 공을 세웠는데, 그는 전 소속 구단 발렌시아와의 결승전에서 90분을 모두 소화하였다.

### 볼턴 원더러스
마드리드에서 입지를 잃은 캄포는 2002년 8월에 임대 계약으로 볼턴 원더러스에 합류했다. 2002-03 시즌이 종료한 후, 캄포는 스페인의 수도로 복귀할 예정이었지만, 볼턴에 사는 것이 낫다고 결정한 그는 잉글랜드 구단과 뜻밖의 3년 완전 이적 계약을 맺었다.
2006년 8월 19일, 토트넘 홋스퍼와의 2006-07 시즌 개막전에서 캄포는 장거리에서 공을 차 잉글랜드 국가대표 폴 로빈슨을 꼼짝 못하게 만들었고, 공은 아랫쪽 구석의 골망을 흔들었다. 샘 앨러다이스 볼턴 감독은 경기 후 기자회견에서 이 골에 대해 볼턴 올해의 골 선정 경쟁은 그의 "환상적인 슛"으로 벌써 끝난 것 같다고 인정했다.
캄포는 볼턴의 경기 방식에 잘 녹아들었지만, 2006-07 시즌의 최다 퇴장 및 경고 선수로 이름을 올리는 불명예를 안기도 하였다. 2008년 5월, 게리 멕슨 감독이 새 계약 제의를 하지 않으면서 캄포는 볼턴을 떠나게 되었다.
UEFA 유로 2008이 시작하기 직전에 캄포는 볼턴 지지자들에게 구단 차원의 정식 작별 인사를 하지 못해 유감이었다고 편지를 보냈고, 이 편지는 스카이 스포츠의 기자인 기옘 발라게가 운영하는 웹사이트에 공개되었다. 그는 나중에 리복 경기장에서 벌어진 구단 동료인 유시 얘스켈래이넨의 헌정 경기에 출전하였다.

### 입스위치 타운
2008년 8월 11일, 캄포는 의료 검진을 통과하고 풋볼 리그 챔피언십의 입스위치 타운과 계약하였다. 그의 1호골은 3-0으로 이긴 반슬리와의 경기에서 나왔으나, 불과 리그 전체 일정의 3분의 1만 출전한 후, 로이 킨 감독은 시즌이 끝나고 35세의 캄포를 방출했다.

### 라르나카
2009년 12월, 캄포는 키프로스 2부 리그의 라르나카에 입단하였다. 그는 이듬해 6월에 36세로 현역 은퇴를 선언했는데, 그는 도합하여 7년 동안 124번의 스페인 1부 리그 경기에 출전했고, 볼턴 소속으로 194번의 공식 경기에 출전했다.

## 국가대표팀 경력
캄포는 스페인 국가대표팀 경기에 4번 출전했는데, 그의 첫 국가대표팀 경기는 1998년 3월 25일, 비고에서 벌어진 스웨덴과의 친선경기로 결과는 4-0 완승이었다.
그는 프랑스에서 열린 1998년 FIFA 월드컵에 참가할 최종 선수 명단에 이름을 올렸지만, 스페인은 조별 리그를 넘지 못하고 탈락했다.

## 기타 사업
캄포는 스페인의 과일 음료 텔레비전 광고에 출연했다. 이 광고에서 두 남자가 상의를 벗고 캄포의 머리 문신이 새겨진 가슴을 공개하였다.
잉글랜드 프레스턴의 인디 그룹은 이반 캄포라고 자칭했다. 그들은 캄포가 입스위치에 입단하자 BBC 뉴스에서 찰리 웹스터가 주관한 인터뷰에 응했다.

## 수상
레알 마드리드
- 라 리가: 2000–01
- UEFA 챔피언스리그: 1999–2000, 2001–02
- 인터콘티넨털컵: 1998

볼턴 원더러스
- 풋볼 리그 컵 준우승: 2003–04[18]